# 2015-ös Electronic Entertainment Expo
A 2015-ös Electronic Entertainment Expo a 21. megrendezésre került Electronic Entertainment Expo rendezvény volt. Az E3 a videójáték-ipar egyik legnagyobb éves kiállítása, melyet az Entertainment Software Association (ESA) szervez. A rendezvény 2015. június 16. és 2015. június 18. között zajlott a los angeles-i Los Angeles Convention Centerben.
A rendezvény jelentősebb kiállítói között van az Activision, az Atlus, a Bethesda, az Electronic Arts, a Microsoft, a Nintendo, az Nvidia, a Sony, a Square Enix és a Ubisoft.

## Sajtótájékoztatók

### Oculus
Az Oculus VR egy E3 előtti sajtótájékoztatót tartott 2015. június 11-én 10:00 (PDT) órakor. A tájékoztató során bemutatták az Oculus Rift végleges designját. Bejelentették az Oculus Touch kontrollert a Rifthez, illetve számos Rift exkluzív játékot, így a High Voltage Software Damaged Core-ját, a Sanzaru Games VR Sports Challenge-ét, a Gunfire Games Chronosát vagy az Insomniac Games Edge of Nowhere-jét is bejelentették.

### Bethesda
A Bethesda június 14-én 19:00 (PDT) órakor tartotta meg legelső E3-sajtótájékoztatóját. A Bethesda a tájékoztató során bemutatta a Fallout Shelter, a Dishonored: Definitive Edition, a Dishonored 2, illetve a The Elder Scrolls: Legends című videójátékokat, illetve bejelentették a Fallout 4, a Doom és a BattleCry megjelenési idejét, valamint ezekből előzeteseket és játékdemókat is mutattak.

### Microsoft
A Microsoft június 15-én 9:30 (PDT) órakor tartotta meg a sajtótájékoztatóját. A Microsoft a tájékoztató során bemutatta a Recore, a Plants vs. Zombies: Garden Warfare 2, a Dark Souls III, az Ashen, a Beyond Eyes, az Ion, a Rare Replay, a Sea of Thieves és a Gears of War Ultimate Edition című videójátékokat, valamint az Xbox One visszafelé kompatibilitását és az új Elite kontrollert, illetve új képi anyagot mutatott a Halo 5: Guardians, a Forza Motorsport 6, a Fallout 4, a Tom Clancy’s The Division, a Tom Clancy’s Rainbow Six Siege, a Gigantic, a Tacoma, a Cuphead, a Rise of the Tomb Raider, a Fable Legends, a Minecraft Microsoft HoloLenszel kompatibilis változatából és a Gears of War 4 című videójátékokból.

### Electronic Arts
Az Electronic Arts június 15-én 13:00 (PDT) órakor tartotta meg a sajtótájékoztatóját. A tájékoztató egy órán át tartott. Az Electronic Arts a tájékoztató során bejelentette a Mass Effect: Andromedát, a Star Wars: The Old Republic - Knights of the Fallen Empire-t, az Unravelt, az NHL 16-ot, az NBA Live 16-ot, a Star Wars: Galaxy of Heroest, a Minions Paradise-t, illetve új képi anyagot mutatott a Need for Speed, a Plants vs. Zombies: Garden Warfare 2, a Mirror’s Edge Catalyst, a Madden NFL 16 és a Star Wars Battlefront című videójátékokból.

### Ubisoft
A Ubisoft június 15-én 15:00 (PDT) órakor tartotta meg a sajtótájékoztatóját. A Ubisoft a tájékoztató során bejelentette a South Park: The Fractured But Whole-t, a For Honort, a The Crew: Wild Runt, a Trials Fusion: Awesome Level Maxt, az Anno 2205-öt, a Just Dance 2016-ot, a Trackmania Turbót és a Tom Clancy’s Ghost Recon Wildlandst, illetve új képi anyagot mutatott a Tom Clancy’s The Division, a Tom Clancy’s Rainbow Six Siege és az Assassin’s Creed Syndicate című videójátékokból.

### Sony
A Sony június 15-én 18:00 (PDT) órakor tartotta meg a sajtótájékoztatóját. A Sony a tájékoztató alatt újra bemutatta a The Last Guardiant, bemutatta a Horizon: Zero Dawnt, Hitmant, a Dreamst, a Firewatcht, a Destiny: The Taken Kinget, a World of Final Fantasyt, a Final Fantasy VII PS4-es remake-jét és a Shenmue III-at, illetve új képi anyagot mutatott a No Man’s Sky, az Assassin’s Creed Syndicate, a Batman: Arkham Knight, a Call of Duty: Black Ops III, a Disney Infinity 3.0, a Star Wars: Battlefront és az Uncharted 4: A Thief’s End című videójátékokból.

### Nintendo
A Nintendo egymást követő harmadik évben döntött úgy, hogy hagyományos sajtótájékoztató helyett egy Nintendo Digital Event névre keresztelt előre felvett bejelentést fog tartani. A rendezvényt június 16-án 9:00 (PDT) órakor online streamelik egy kísérő sajtóközleménnyel karöltve. A Nintendo 2015. június 14-én egy Nintendo World Championshipet is tartott. A bajnokság alatt bejelentették a Blast Ballt, illetve a Mario Makert átnevezték Super Mario Makerre. A Nintendo a tájékoztatón bejelentette a Star Fox Zerót, a Skylanders: SuperChargerszel kompatibilis Amiibo-figurákat, a The Legend of Zelda: Tri Force Heroest, a The Legend of Zelda: Hyrule Warriors Legendst, a Metroid Prime: Federation Force-t, a Fire Emblem Fatest, a Shin Megami Tensei X Fire Emblemt, az Animal Crossing: Happy Home Designer, az Animal Crossing: Amiibo Festivalt, a Yo-kai Watcht, a Mario & Luigi: Paper Jamet és a Mario Tennis: Ultra Smasht, illetve új képi anyagot mutatott a Xenoblade Chronicles X-ből, a Yoshi’s Wooly Worldből és a Super Mario Makerből.

### Square Enix
A Square Enix június 16-án 10:00 (PDT) órakor tartotta meg a sajtótájékoztatóját. A Square Enix a tájékoztató során bejelentette a Niert, a Lara Croft Gót, a Kingdom Hearts Unchained χ-t, a Star Ocean: Integrity and Faithlessnesst és a Project Setsunát, illetve új képi anyagot mutatott a Just Cause 3, a Rise of the Tomb Raider, a Kingdom Hearts III, a World of Final Fantasy, a Hitman és a Deus Ex: Mankind Divided című videójátékokból.

### PC Gaming Show
A PC Gamer magazin és az AMD június 16-án 17:00 (PDT) órakor egy személyi számítógépes játékokra összpontosító sajtótájékoztatót fog tartani. A jelenlévő cégek között lesz a Blizzard Entertainment, a Microsoft Studios, a Bohemia Interactive, a Paradox Interactive, az Obsidian Entertainment, illetve a Tripwire Interactive, az ArenaNet, a The Creative Assembly, a Frictional Games, a Frontier Developments, az SCS Software, a Splash Damage, a Square Enix, a Cloud Imperium Games és a Devolver Digital is jelen lesz. A tájékoztató házigazdája Sean Plott lesz.

## Jelentősebb kiállítók
A következő a 2015-ös E3 nagyobb kiállítóinak nem teljes körű listája.
| - 2K Games - 505 Games - Alienware - Activision Blizzard - Atlus - Bandai Namco Games - Bethesda Softworks - Capcom - Crytek - Deep Silver - Disney Interactive | - Double Fine Productions - Electronic Arts - Focus Home Interactive - Iron Galaxy Studios - Mattel - Microsoft Studios - Natsume - Nintendo - Nvidia - Oculus VR - Razer Inc. | - Sony Computer Entertainment - Square Enix - Take-Two Interactive - Team17 - Telltale Games - Turtle Beach Systems - Ubisoft - Warner Bros. Interactive Entertainment - Wizards of the Coast - XSEED Games |

## Bemutatott játékok
| 13AM Games - Runbow (Wii U) 2K Games - Battleborn (PC / PS4 / Xbox One) - WWE 2K16 (PS3 / PS4 / Xbox 360 / Xbox One) - XCOM 2 (PC) 505 Games - Abzû (PC / PS4) - Adrift (PC / PS4 / Xbox One) - Assetto Corsa (PS4 / Xbox One) - Brothers: A Tale of Two Sons (PS4 / Xbox One) - Payday 2: Crimewave Edition (PS4 / Xbox One) - Overkill’s The Walking Dead (PC / PS4 / Xbox One) Activision - Call of Duty: Black Ops III (PC / PS3 / PS4 / Xbox 360 / Xbox One) - Destiny: The Taken King (PS3 / PS4 / Xbox 360 / Xbox One) - Guitar Hero Live (iOS / PC / PS3 / PS4 / Wii U / Xbox 360 / Xbox One) - Skylanders: SuperChargers (3DS / iOS / PS3 / PS4 / Wii / Wii U / Xbox 360 / Xbox One) - Tony Hawk's Pro Skater 5 (PS3 / PS4 / Xbox 360 / Xbox One) - Transformers: Devastation (PC / PS3 / PS4 / Xbox 360 / Xbox One) The Astronauts - The Vanishing of Ethan Carter (PS4) Atlus - Persona 4: Dancing All Night (Vita) - Persona 5 (PS3 / PS4) Autumn Games - Skullgirls: 2nd Encore (PS4 / Vita) Bandai Namco Entertainment - Dark Souls III (PC / PS4 / Xbox One) - Naruto Shippuden: Ultimate Ninja Storm 4 (PC / PS4 / Xbox One) - Project X Zone 2 (3DS) Bethesda Softworks - BattleCry (PC) - Dishonored 2 (PC / PS4 / Xbox One) - Dishonored: Definitive Edition (PS4 / Xbox One) - Doom (PC / PS4 / Xbox One) - Fallout 4 (PC / PS4 / Xbox One) - Fallout Shelter (iOS / Android) - The Elder Scrolls Online: Tamriel Unlimited (PS4 / Xbox One) - The Elder Scrolls: Legends (iOS / PC) Blizzard Entertainment - Heroes of the Storm (PC) - Overwatch (PC) - StarCraft II: Legacy of the Void (PC) Bohemia Interactive - ARMA 3: Tanoa (PC) - Take On Mars (PC) Bossa Studios - I am Bread (PC / PS4) Capcom - Devil May Cry 4: Special Edition (PC / PS4 / Xbox One) - Mega Man Legacy Collection (3DS / PC / PS4 / Xbox One) - Resident Evil 0 HD Remaster (PC / PS3 / PS4 / Xbox 360 / Xbox One) - Street Fighter V (PC / PS4) Capybara Games - Super Time Force Ultra (PS4 / Vita) CI Games - Sniper: Ghost Warrior 3 (PC / PS4 / Xbox One) Creative Assembly - Total War: Warhammer (PC) Crytek - Hunt: Horrors of the Gilded Age (PC / PS4 / Xbox One) - Robinson: The Journey (TBA) Daybreak Game Company - PlanetSide 2 (PS4) Devolver Digital - Broforce (PC / PS4 / Vita) - Crossing Souls (PC / PS4 / Vita) - Eitr (PC / PS4) - Enter the Gungeon (PC / PS4) - Mother Russia Bleeds (PC / PS4) - Ronin (PC / PS4) - Shadow Warrior 2 (PC / PS4 / Xbox One) Disney Interactive Studios - Disney Infinity 3.0 (iOS / PC / PS3 / PS4 / Wii U / Xbox 360 / Xbox One) Double Fine Productions - Gang Beasts (PC / PS4 / Vita) Electronic Arts - FIFA 16 (PC / PS3 / PS4 / Xbox 360 / Xbox One) - Madden NFL 16 (PS3 / PS4 / Xbox 360 / Xbox One) - Mass Effect: Andromeda (PC / PS4 / Xbox One) - Minions Paradise (iOS / Android) - Mirror’s Edge Catalyst (PC / PS4 / Xbox One) - NBA Live 16 (PS4 / Xbox One) - Need for Speed (PC / PS4 / Xbox One) - NHL 16 (PS4 / Xbox One) - Plants vs. Zombies: Garden Warfare 2 (PC / PS4 / Xbox One) - Star Wars Battlefront (PC / PS4 / Xbox One) - Star Wars: The Old Republic - Knights of the Fallen Empire (PC) - Unravel (PC / PS4 / Xbox One) | Focus Home Interactive - Act of Aggression (PC) - Battlefleet Gothic: Armada (PC) - Blood Bowl 2 (PC / PS4 / Xbox One) - Divinity: Original Sin Enhanced Edition (PC / PS4 / Xbox One) - Farming Simulator 15 (PC / PS3 / PS4 / Vita / Xbox 360 / Xbox One) - Mordheim: City of the Damned (PC / PS4 / Xbox One) - Space Hulk: Deathwing (PC / PS4 / Xbox One) - The Technomancer (PC / PS4 / Xbox One) - Cím nélküli Deck13 Interactive-játék (TBA) - Vampyr (PC / PS4 / Xbox One) Frictional Games - Soma (PC / PS4) Frontier Developments - Planet Coaster: Simulation Evolved (PC) Harmonix - Amplitude (PS3 / PS4) - Rock Band 4 (PS4 / Xbox One) Hello Games - No Man’s Sky (PC / PS4) Iron Galaxy Studios - Capsule Force (PS4) Konami - Metal Gear Solid V: The Phantom Pain (PC / PS3 / PS4 / Xbox 360 / Xbox One) - Pro Evolution Soccer 2016 (PC / PS3 / PS4 / Xbox 360 / Xbox One) Microsoft - Ashen (PC / Xbox One) - Cuphead (PC / Xbox One) - Fable Legends (PC / Xbox One) - Forza Motorsport 6 (Xbox One) - Gears of War 4 (Xbox One) - Gear of War Ultimate Edition (PC / Xbox One) - Halo 5: Guardians (Xbox One) - Killer Instinct (PC / Xbox One) - Rare Replay (Xbox One) - Recore (Xbox One) - Rise of the Tomb Raider (Xbox 360 / Xbox One) - Sea of Thieves (PC / Xbox One) Motiga - Gigantic (PC / Xbox One) Natsume - Brave Tank Hero (3DS / Wii U) - Gotcha Racing (3DS) - Harvest Moon: Seeds of Memories (iOS / PC / Wii U) - Ninja Strike (Wii U) Nintendo - Animal Crossing: Amiibo Festival (Wii U) - Animal Crossing: Happy Home Designer (3DS) - Chibi-Robo!: Zip Lash (3DS) - Devil’s Third (Wii U) - EarthBound Beginnings (Wii U) - Fatal Frame: Maiden of Black Water (Wii U) - Fire Emblem Fates (3DS) - Hyrule Warriors: Legends (3DS) - The Legend of Zelda: Tri Force Heroes (3DS) - Mario & Luigi: Paper Jam (3DS) - Mario & Sonic at the Rio 2016 Olympic Games (3DS / Wii U) - Mario Tennis: Ultra Smash (Wii U) - Metroid Prime: Federation Force (3DS) - Project Giant Robot (Wii U) - Shin Megami Tensei X Fire Emblem (Wii U) - Star Fox Zero (Wii U) - Super Mario Maker (Wii U) - Xenoblade Chronicles X (Wii U) - Yo-Kai Watch (3DS) - Yoshi’s Woolly World (Wii U) N-Space - Sword Coast Legends (PC / PS4 / Xbox One) Panic - Firewatch (PC / PS4) Paradox Interactive - Hollowpoint (PC / PS4) Pixel Titans - Strafe (PC) Poppermost Productions - Snow (PC / PS4) Psyonix - Rocket League (PC / PS4) Rebellion Developments - Battlezone (PC / PS4) RocketWerkz - Ion (PC / Xbox One) SCS Software - American Truck Simulator (PC) Ska Studios - Salt and Sanctuary (PC / PS4 / Vita) | Sony Computer Entertainment - Alone with You (PS4 / Vita) - Drawn to Death (PS4) - Dreams (PS4) - Fat Princess Adventures (PS4) - God of War III Remastered (PS4) - Guns Up! (PS3 / PS4 / Vita) - Horizon: Zero Dawn (PS4) - Journey (PS4) - Kill Strain (PS4) - N++ (PS4) - Ratchet & Clank (PS4) - Shenmue III (PC / PS4) - Tearaway Unfolded (PS4) - The Last Guardian (PS4) - The Tomorrow Children (PS4) - Uncharted 4: A Thief’s End (PS4) - Until Dawn (PS4) Square Enix - Deus Ex: Mankind Divided (PC / PS4 / Xbox One) - Dragon Quest Heroes: The World Tree’s Woe and the Blight Below (PS4) - Final Fantasy VII (PS4) - Final Fantasy XIV: Heavensward (PC / PS3 / PS4) - Hitman (PC / PS4 / Xbox One) - Just Cause 3 (PC / PS4 / Xbox One) - Kingdom Hearts III (PS4 / Xbox One) - Kingdom Hearts: Unchained χ (Android / iOS) - Lara Croft Go (Android / iOS) - Life Is Strange (PC / PS3 / PS4 / Xbox 360 / Xbox One) - Új Nier-projekt (PS4) - Project Setsuna (TBA) - Star Ocean: Integrity and Faithlessness (PS4) - World of Final Fantasy (PS4 / Vita) Team17 - Galak-Z: The Dimensional (PC / PS4 / Vita) Team Meat - Super Meat Boy (PS4 / Vita) Telltale Games - The Walking Dead: Michonne (Android / iOS / PC / PS3 / PS4 / Xbox 360 / Xbox One) Tiger & Squid - Beyond Eyes (PC / Xbox One) Tripwire Interactive - Rising Storm 2: Vietnam (PC) Ubisoft - Anno 2205 (PC) - Assassin’s Creed Syndicate (PC / PS4 / Xbox One) - The Crew (PC / PS4 / Xbox 360 / Xbox One) - For Honor (PC / PS4 / Xbox One) - Just Dance 2016 (PS3 / PS4 / Wii / Wii U / Xbox 360 / Xbox One) - South Park: The Fractured But Whole (PC / PS4 / Xbox One) - Tom Clancy’s Ghost Recon: Wildlands (PC / PS4 / Xbox One) - Tom Clancy’s Rainbow Six Siege (PC / PS4 / Xbox One) - Tom Clancy’s The Division (PC / PS4 / Xbox One) - Trackmania Turbo (PC / PS4 / Xbox One) Versus Evil - The Banner Saga (PS4 / Vita) Viva Media - Goliath (PC) Vlambeer - Nuclear Throne (PC / PS3 / PS4 / Vita) Warhorse Studios - Kingdom Come: Deliverance (PC / PS4 / Xbox One) Warner Bros. - Batman: Arkham Knight (PC / PS4 / Xbox One) - Lego Marvel’s Avengers (3DS / PC / PS3 / PS4 / Vita / Wii U / Xbox 360 / Xbox One) - Lego Dimensions (PS3 / PS4 / Wii U / Xbox 360 / Xbox One) - Mad Max (PC / PS4 / Xbox One) WayForward Technologies - Shantae: Half-Genie Hero (PC / PS3 / PS4 / Vita / Wii U / Xbox 360 / Xbox One) XSEED Games - Corpse Party: Blood Drive (Vita) - Earth Defense Force 2: Invaders from Planet Space (Vita) - Earth Defense Force 4.1: The Shadow of New Despair (PS4) - The Legend of Heroes: Trails of Cold Steel (PS3 / Vita) - Onechanbara Z2: Chaos (PS4) - Return to PololoCrois: A Story of Seasons Fairy Tale (3DS) - Senran Kagura Estival Versus (PS4 / Vita) - Senran Kagura 2: Deep Crinson (3DS) |

## Fordítás
Ez a szócikk részben vagy egészben  az   Electronic Entertainment Expo 2015 című angol Wikipédia-szócikk ezen változatának fordításán alapul.  Az eredeti cikk szerkesztőit annak laptörténete sorolja fel. Ez a jelzés csupán a megfogalmazás eredetét és a szerzői jogokat jelzi, nem szolgál a cikkben szereplő információk forrásmegjelöléseként.